# Puliciphora frivola
Puliciphora frivola är en tvåvingeart som beskrevs av Borgmeier 1960. Puliciphora frivola ingår i släktet Puliciphora och familjen puckelflugor. Inga underarter finns listade i Catalogue of Life.